# Randy Livingston
Randy Anthony Livingston (ur. 2 kwietnia 1975 w Nowy Orlean) – amerykański koszykarz, występujący na pozycji rozgrywającego, po zakończeniu kariery zawodniczej trener koszykarski.

## Kariera sportowa
W 1993 wystąpił w meczu gwiazd amerykańskich szkół średnich - McDonald’s All-American.

## Osiągnięcia
Drużynowe
- Mistrz:
  - CBA (2005)
  - NBDL (2008)
- Wicemistrz CBA (1999)

Indywidualne
- MVP NBDL (2007)[2]
- Zaliczony do:
  - I składu:
    - NBADL (2007, 2008)[2]
    - CBA (2005)

  - II składu CBA (1999, 2002, 2004)
  - składu 20 Greatest Skyforce Players[3]
- Lider D-League w asystach (2008)
- 2-krotny uczestnik D-League Al-Star Game (2007, 2008)[2]
- 2-krotny Zawodnik Tygodnia D-League (12.03.2007, 14.04.2008)[2]